# Psychische Folgen von Katastrophen
Psychische Folgen von Katastrophen umfassen psychische Erkrankungen oder psychische Symptome, die in Zusammenhang mit einer größeren Katastrophe auftreten.
In Bezug auf die Art der Katastrophen wird meist unterschieden zwischen Naturkatastrophen, technologischen Katastrophen (Chemieunfall, Bruch eines Staudamms, Flugzeugabsturz etc.) sowie Massengewalt (Terroranschlag, Krieg etc.).
Die am häufigsten untersuchte psychische Folgeerkrankung von Katastrophen ist die Posttraumatische Belastungsstörung, auch da das Miterleben eines traumatischen Ereignisses eine Voraussetzung für die Diagnose darstellt. Weitere häufig im Zusammenhang mit Katastrophen untersuchte psychische Erkrankungen sind Depressionen, Angststörungen, anhaltende Trauer oder Suchterkrankungen.

## Forschungsgeschichte
Seit den 1950er Jahren wurden Fallstudien zu den psychischen Folgen von Naturkatastrophen durchgeführt, seit den 1960er Jahren auch klinische Studien, die sich zunächst überwiegend mit „menschengemachten“ Katastrophen (z. B. Kriegen) beschäftigten. Diese ergaben zunächst uneinheitliche Ergebnisse in Bezug auf die Frage, ob Katastrophen sich auf die psychische Gesundheit auswirken. Einige Wissenschaftler meinten, dass Katastrophen zu langanhaltender Psychopathologie führen, andere kamen zu dem Schluss, dass psychische Auswirkungen von Katastrophen vorübergehend seien, nicht schlimm, und vielleicht sogar positiv. Eine Übersichtsarbeit zum Forschungsstand Anfang der 1990er Jahre ergab einen geringen, aber eindeutigen Zusammenhang zwischen Katastrophen und Psychopathologie.
Eine umfassende Übersichtsarbeit von Norris u. a.(2002) fand, dass von den 160 untersuchten Stichproben ein großer Anteil eine schwere (21 %) oder sehr schwere (18 %) psychische Beeinträchtigung aufwies, wobei die stärksten Beeinträchtigungen überwiegend im ersten Jahr nach der Katastrophe beobachtet wurden. In einigen Studien wurde jedoch auch eine länger anhaltende Symptomatik berichtet.

## Art der Katastrophen
Norris et al. (2002) berichteten, dass eine hohe bis sehr hohe psychische Beeinträchtigung vor allem bei Opfern von Massengewalt auftritt. So zeigten 67 % der Stichproben von Opfern von Massengewalt, 39 % der Stichproben nach technologischen Katastrophen und 34 % der Stichproben nach Naturkatastrophen eine hohe bis sehr hohe psychische Belastung. Zwischen den Opfern technologischer Katastrophen und Naturkatastrophen waren im Durchschnitt keine signifikanten Unterschiede beobachtbar. Während in den USA und anderen Industrieländern technologische Katastrophen zu einer höheren Belastung führten, wirkten sich in Entwicklungsländern Naturkatastrophen stärker aus.

### Naturkatastrophen
Naturkatastrophen treten mit zunehmender Häufigkeit und Intensität auf, was zum Teil auf die globale Erwärmung zurückgeführt wird. Sie können entweder plötzlich auftreten (Erdbeben, Tsunami, Vulkanausbruch, Wirbelsturm etc.) oder sich über Tage, Wochen oder Monate entwickeln (Überschwemmung, Hitzewelle, Dürre, Waldbrand etc.). Diese Ereignisse haben oft Folgen, welche eine psychische Belastung darstellen können, wie z. B. körperliche Verletzung oder Tod, Schäden an oder Verlust von Eigentum, eine anhaltende Beeinträchtigung der Infrastruktur (Verkehr, Kommunikation, medizinische und Nahrungsmittel-Versorgung etc.), Umsiedlung, Arbeitsplatzverlust, Verlust von Freizeitaktivitäten und sozialen Kontakten usw.

## Behandlung psychischer Folgen von Katastrophen
Interventionen zur Behandlung psychischer Folgen von Katastrophen umfassen überwiegend die etablierten Behandlungsmethoden Psychotherapie (vor allem Kognitive Verhaltenstherapie) und Psychopharmakotherapie. Psychosoziale Interventionen wie Debriefing, Psychological First Aid, Krisenberatung und Psychoedukation sind bisher noch nicht ausreichend in ihrer Wirksamkeit erforscht. Debriefing und Psychoedukation erwiesen sich in einigen Studien sogar als möglicherweise schädlich.